# Тихомиров, Дмитрий Анатольевич
Дми́трий Анато́льевич Тихоми́ров (род. 10 апреля 1966 года, Москва, СССР) — российский учёный, специалист в области электрификации сельского хозяйства, член-корреспондент РАН (2016).

## Биография
Родился 10 апреля 1966 года в Москве.
В 1989 году — окончил Московский энергетический институт.
С 1989 по 1991 годы — служил в армии.
С 1991 по 2016 года — работал инженером, заведующим лабораторией комплексной электрификации тепловых процессов и микроклимата Всероссийского НИИ электрификации сельского хозяйства.
В 2015 году — защитил докторскую диссертацию.
В январе 2016 года — присвоено звание профессора РАН.
В октябре 2016 года — избран членом-корреспондентом РАН.
С 2017 года — главный научный сотрудник Федерального научного агроинженерного центра ВИМ.
Профессор кафедры крупного животноводства и механизации факультета зоотехнологий и агробизнеса Московской государственной академии ветеринарной медицины и биотехнологии — МВА имени К. И. Скрябина.

## Научная деятельность
Специалист в области сельскохозяйственной электро- и теплоэнергетики.
Автор более 120 научных работ, в том числе одной монографии. Имеет 19 патентов на изобретения.